# Баккар, Джалила
Джалила Баккар (араб. جليلة بكار‎, род. 23 ноября 1952, Тунис) — тунисская актриса и драматург.

## Ранние годы и образование
Баккар родилась в Тунисе 23 ноября 1952 года. Во время учёбы в школе она увлеклась драмой.

## Карьера
Окончив школу, она присоединилась к региональной театральной труппе в Гафсе, оазисе и шахтёрском поселке на юго-западе Туниса. Она и содиректор компании Фадель Джаиби попытались модернизировать компанию, но столкнулись с сопротивлением как со стороны коллег-актёров, так и со стороны властей. В 1976 году они вернулись в г. Тунис и основали собственную компанию Almasrah al-jadid: Новый театр, первую независимую профессиональную театральную компанию в Тунисе.
В 1993 году Баккар и Джаиби основали новую компанию Familia. Их пьеса Джунун (Слабоумие) была поставлена в Авиньоне на фестивале 2002 года.
В 2003 году она получила премию SACD за франкофонию за произведение «Араберлин».
Их пьеса «Амнезия», «в которой подробно описываются все невзгоды Туниса при ныне покойном режиме, с его кумовством и коррупцией, экономическими трудностями и полицейским надзором», была поставлена в Тунисе в 2011 году, а затем в Национальном театре в Бордо, Франция.
В 2014 году Баккар и Джаиби спонсировали 76-й класс Высшей национальной школы искусств и техники Лионского театра.
Марвин Карлсон описывает Баккар как «общепризнанную одну из ведущих женщин-драматургов и исполнительниц в Тунисе и арабском мире».

## Личная жизнь
Баккар замужем за Фаделем Джаиби.